# Brachycarpaea
Brachycarpaea là chi thực vật có hoa trong họ Cải.